# Tideo Acciarini
Tideo Acciarini (lat. Tydeus Acciarinus Picenus Elpidiensis, Sant'Elpidio a Mare, između 1427. i 1430. – ?, 1500.), bio je talijanski humanist, učitelj i latinski pjesnik. 

## Životopis
O Tideovim ranim godinama malo je poznato. Prvi put se spominje 1458. kao profesora na dvoru Alessandra Sforze u Pessaru. Kad je upao u nemilost na dvoru Sforza preko svojih poznanstava s piscem i kasnijim papom Enejom Silvijem Piccolominijem i hrvatskim humanistima uspješno odlazi u Dalmaciju gdje provodi 20 godina kao profesor, tj.  magister humanitatis. Boraveći ranih 60-ih godina 15. stoljeća u Splitu predaje Marku Maruliću koji ga kasnije spominje u jednom svome onodobnome epigramu. Sredinom desetljeća boravi u Šibeniku gdje se susreće s Jurjem Šižgorićem. Sedmo desetljeće 15. stoljeća provodi u Dubrovniku i Zadru gdje radi kao učitelj poznatih latinista poput Ilije Crijevića, Ludovika Crijevića Tuberona i drugih. Dubrovnik i Dalmaciju napušta nekad 1480. kada se ponovno spominje u Italiji. Kasnije se seli na španjolski dvor gdje radi kao učitelj princa Juana od Asturije, sina Ferdinanda Katoličkog.

## Djela
Sačuvalo se samo 6 njegovih pjesama, poznata je, ali izgubljena njegova zbirka Carmia ad summum pontificem edita. Sačuvan je još njegov didaktičko-moralistički spis De animorum medicamentis.